# Časy
Časy település Csehországban, a Pardubicei járásban. Časy Choteč, Dašice, Sezemice és Dolní Ředice településekkel határos. Lakosainak száma 230 fő (2024. január 1.).

## Népesség
A település lakosságának változását az alábbi diagram mutatja:
| Lakosok száma | 192  | 221  | 280  | 255  | 199  | 182  | 230  | 230  | 233  | 230  |
|               | 1869 | 1890 | 1921 | 1950 | 1980 | 2001 | 2017 | 2019 | 2022 | 2024 |